# Bourg-et-Comin
Bourg-et-Comin es una comuna francesa, situada en el departamento de Aisne, de la región de Alta Francia.

## Demografía
| 522 | 515 | 563 | 536 | 535 | 678 | 738 | 832 |
| Para los censos de 1962 a 1999 la población legal corresponde a la población sin duplicidades (Fuente: INSEE [Consultar]) |     |     |     |     |     |     |     |